# Hartford, Illinois
Hartford là một làng thuộc quận Madison, tiểu bang Illinois, Hoa Kỳ. Năm 2010, dân số của làng này là 1429 người.

## Dân số
Dân số qua các năm:
- Năm 2000: 1545 người.
- Năm 2010: 1429 người.